# Nonne von Monza

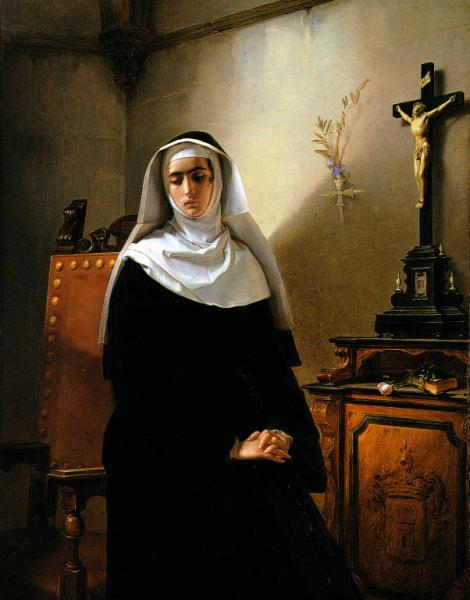
La Signoradi Monza – Giuseppe Molteni

Schwester Virginia Maria (geborene Marianna de Leyva y Marino; 4. Dezember 1575 – 17. Januar 1650) war eine italienische Nonne. Sie brachte in Monza, Norditalien, zwei Kinder eines lokalen Adligen zur Welt und hatte die Ermordung einer anderen Nonne geduldet, um ihre Affäre geheim zu halten. Nach diesem Skandal wurde sie weithin als Nonne von Monza bekannt. Ihr Leben inspirierte einen der Charaktere in Alessandro Manzonis Roman I Promessi Sposi. Mario Mazzucchelli schrieb ein Sachbuch (The Nun of Monza, 1963) über Virginias Leben, das sich auf historische Aufzeichnungen stützt, darunter die Zeugenaussagen bei der Untersuchung des Verbrechens durch die katholische Kirche. Der Familienname De Leyva ist angeblich sephardischen Ursprungs und gehört zum sephardischen Volk, das von jüdischen Siedlern abstammt, die ursprünglich zum Stamm der Levi gehörten und aus Israel stammten. Der Stamm Levi hatte sich nach der Judenverfolgung in Spanien in ganz Südeuropa verstreut und mit der einheimischen Beövlkerung vermischt.

## Frühe Lebensjahre
Marianna de Leyva y Marino wurde am 4. Dezember 1575 in Mailand, Italien, geboren. Sie war die Tochter von Martìno de Leyva und Virginia Maria Marino, Witwe von Ercole Pio Graf von Sassuolo und Urenkelin von Antonio de Leyva.

Virginia war die Tochter und direkte Erbin eines der reichsten Männer Mailands, des Bankiers Tommaso Marino. Martìno hatte die Grafschaft Monza als Großneffe von Antonio de Leyva, einem Spanier und berüchtigten Feldherrn in Italien im Dienste Karls V., geerbt, der ihm das Lehen von Monza mit den damit verbundenen beträchtlichen Einkünften schenkte. Martino war der zweite Sohn von Luis de Leyva, Prinz von Ascoli, einem Armeehauptmann und ersten spanischen Gouverneur von Mailand.

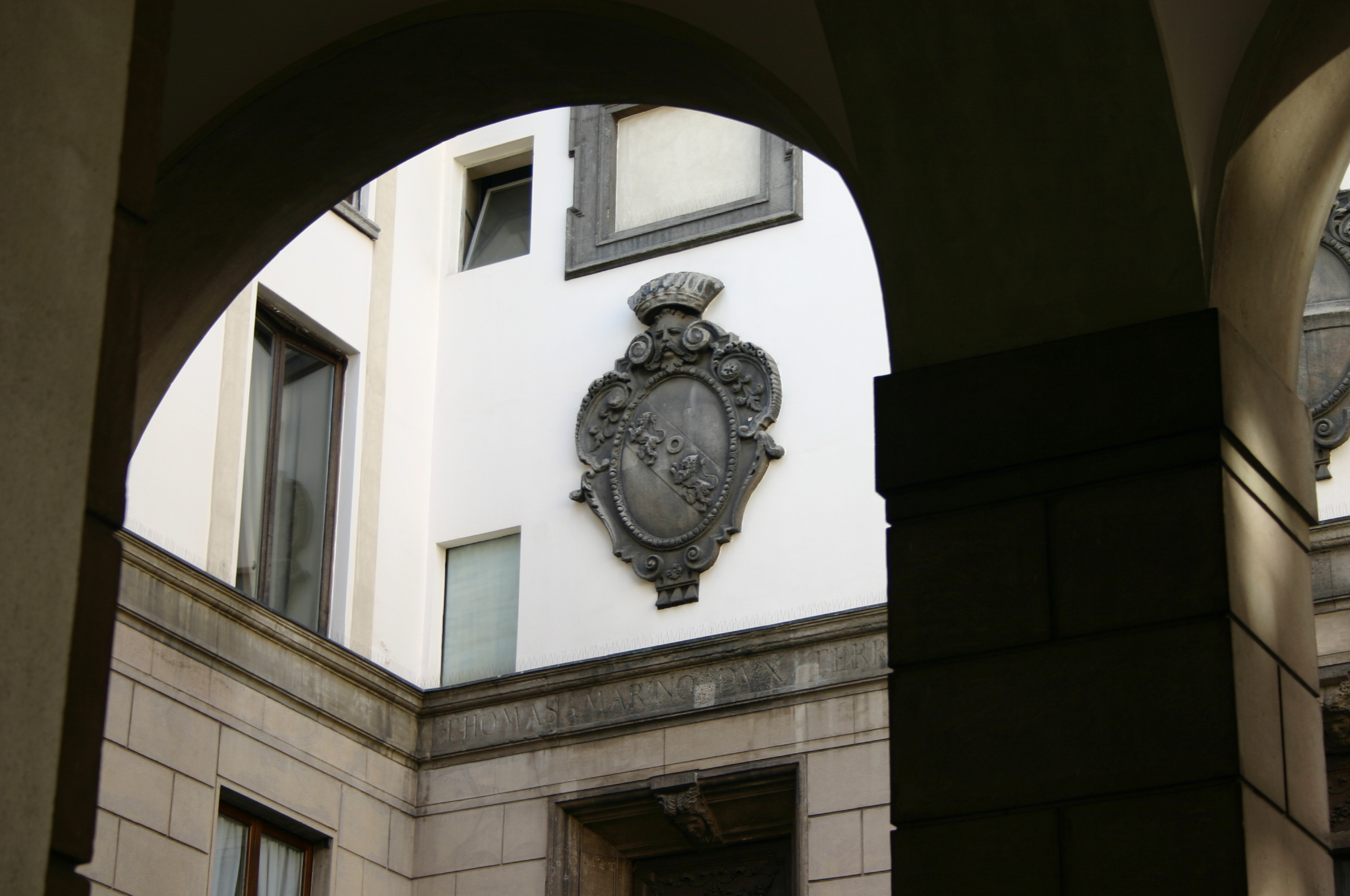
De Leyva Familienwappen

Nach dem Tod ihrer Mutter Virginia im Jahr 1576 wurde Marianna schon als Kleinkind in einen langen Prozess um ihr Erbe verwickelt, der schließlich zu ihren Ungunsten entschieden wurde. Die Mutter wollte die Hälfte ihres Besitzes Marianna, die andere Hälfte ihrem ersten Sohn, Marco Pio, einem Kind aus einer früheren Ehe, vererben. Ihr Testament wurde von Marco Pios Schwestern, die leer ausgingen, angefochten.

## Leben als Nonne
Marianna lebte bis 1588 bei ihren Tanten. Sie war 13 Jahre und 3 Monate alt, als ihr Vater sie zwang, Nonne im Kloster der Heiligen Margarete zu werden. Das Kloster befand sich in Spalto di Porta de‘ Grandi, auch bekannt als Via Azzone Visconti. Zu diesem Kloster gelangte man nur über eine kleine Straße, die heute Via della Signora heißt.
Am 15. März 1589 sah Don Martino de Leyva seine Tochter zum letzten Mal. Ihr Vater sagte, er würde ihr ein Erbe von 6.000 Lire hinterlassen, das Giuseppe Limiato ihr schenken würde. Die Wahrheit war, dass Limiato das Geld nie erhalten hatte. Historische Zeugen bestätigten, dass sie als Nonne Einkünfte erzielte.
Am 26. August 1591 war der Erzbischof Zeuge, wie sich vier neu angekommene Schwestern weihten: Schwester Virginia Maria, Schwester Benedetta Felice, Schwester Teodora da Seveso und Schwester Ottavia Caterina Ricci. Am 26. September 1591 wurde aus Marianna Schwester Virginia Maria. Vor dem Skandal, der sie berüchtigt machte, beschrieb der zeitgenössische Schriftsteller Ripamonti sie als „bescheiden“, „respektvoll“ und „gehorsam“. Er berichtet auch, dass sie sich leicht mit allen anfreundete und das Lesen genoss. In dieser Zeit gewann sie in Monza an Popularität. Beispielsweise schickte ihr der Schriftsteller Bartolomeo Zucchi am 20. Mai 1594 einen Brief, in dem er sie für ihre Entscheidung, Nonne zu werden, lobte.

### Der Skandal

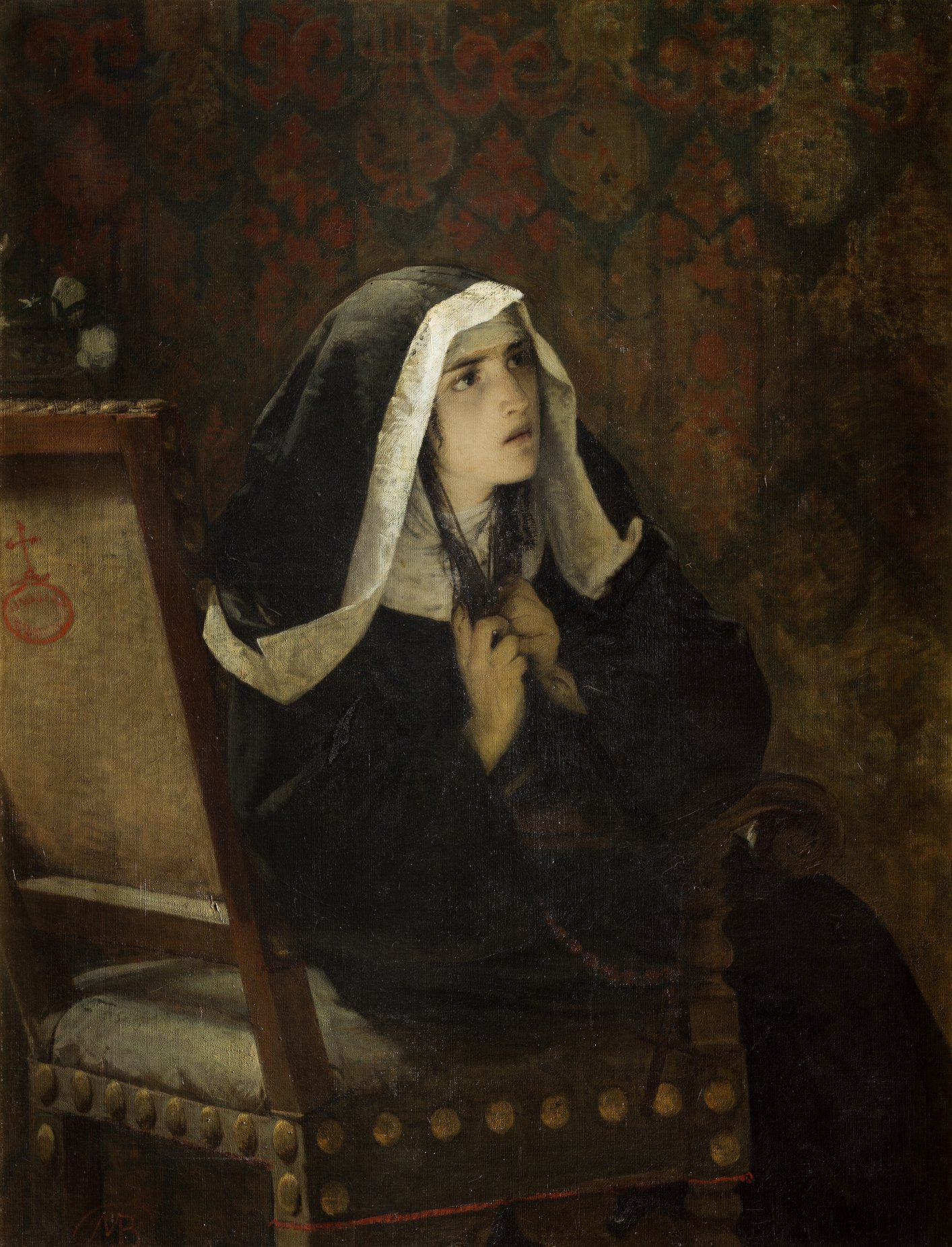
Die Nonne von Monza, Gemälde von Mosè Bianchi

Auslöser des Skandals war ihre Liebesaffäre mit dem zuvor des Mordes beschuldigten Grafen Giovanni Paolo Osio. 1597 war Virginia Lehrerin an der Mädchenschule des Klosters. Während dieser Zeit lernte sie Osio kennen, der in einem Haus neben dem Kloster lebte. Virginia war, obwohl Nonne, reich und mächtig: Sie stammte aus einer wohlhabenden Familie, verwaltete die Vermögenseinnahmen in Monza und war an der Rechtsprechung beteiligt. Sie begann, Briefe mit Osio auszutauschen, die über ein aus einem Fenster herabgelassenes Seil in seinen Garten gelangten. Zusammenkünfte wurden durch die Verwendung von Zweitschlüsseln, die ein Schmied angefertigt hatte, erleichtert. Das Paar traf sich dank der Unterstützung anderer Nonnen und des Priesters Paolo Arrigone, einem engen Freund Osios, häufig.
1602 hatte Virginia eine Totgeburt. Die Beziehung zu Osio endete vorübergehend. Nach einer Weile flammte die Affäre erneut auf. Die Treffen der Liebenden waren jedoch seltener. Im Herbst 1603 wurde Schwester Virginia zum zweiten Mal schwanger und brachte ein Mädchen zur Welt. Das Kind hieß Alma Francesca Margherita. Alma wuchs bei ihrem Vater, Graf Osio, auf, der sie zwei Jahre später, im Jahr 1605, als seine uneheliche Tochter anerkannte.
Im Sommer 1606 drohte eine der Nonnen des Klosters, die Beziehung aufzudecken. Osio ermordete sie, um die Verbreitung der Geschichte zu verhindern. Mitschuldig machten sich offenbar Virginia und weitere Nonnen. Virginia drohte den beteiligten Nonnen, dass ihnen das gleiche Schicksal widerfahren würde, wenn sie das Verbrechen aufdeckten. Der Mord blieb geheim, weil Außenstehenden mitgeteilt wurde, die ermordete Laienschwester sei weggelaufen. Im Herbst 1606 häuften sich jedoch Gerüchte über die Aktivitäten im Kloster. Der Schmied, der die Schlüssel angefertigt hatte, wurde ebenfalls ein Opfer Osios.
Der Gouverneur von Mailand erfuhr von den Ereignissen. Am Karnevalstag 1607 wurde Osio verhaftet und in Pavia eingesperrt. Er entkam jedoch, wurde in Abwesenheit zum Tode verurteilt und am Ende von einem vermeintlichen Freund ermordet.

### Der Prozess
Erzbischof Federico Borromeo ordnete er einen kanonischen Prozess gegen die Nonne an. Dieser begann am 27. November 1607. Virginia wurde von Vikar Gerolamo Saracino verhört. Sie verteidigte sich mit der Behauptung, ihren freien Willen verloren zu haben. Teuflische Kräfte hätten einen unwiderstehlichen Impuls auf sie ausgeübt.
Vom 19. November bis 27. März 1608 fand das Verhör des Priesters Paolo Arrigone statt. Am 22. Mai 1608 wurde das Verhör erneut aufgenommen. Dieses Mal kam Folter zum Einsatz. Am 14. Juni wurde Schwester Virginia verhört. Sie bestätigte unter körperlicher Folter die Anschuldigungen gegen Arrigone. Sogar sein Türsteher und seine Frau wurden gefoltert, um die gegen ihn erhobenen Anschuldigungen zu bestätigen. Allerdings bedeutet „entblößt“, dass man ihnen die Folterinstrumente zeigte, aber nicht unbedingt folterte.
Im Urteil vom 18. Oktober 1608 wurde Schwester Virginia zu 13 Jahren Einkerkerung im Haus Santa Valeria verurteilt. Nach der Haft blieb sie dort bis zu ihrem Tod im Jahr 1650.

## "Die Nonne von Monza" in der Literatur

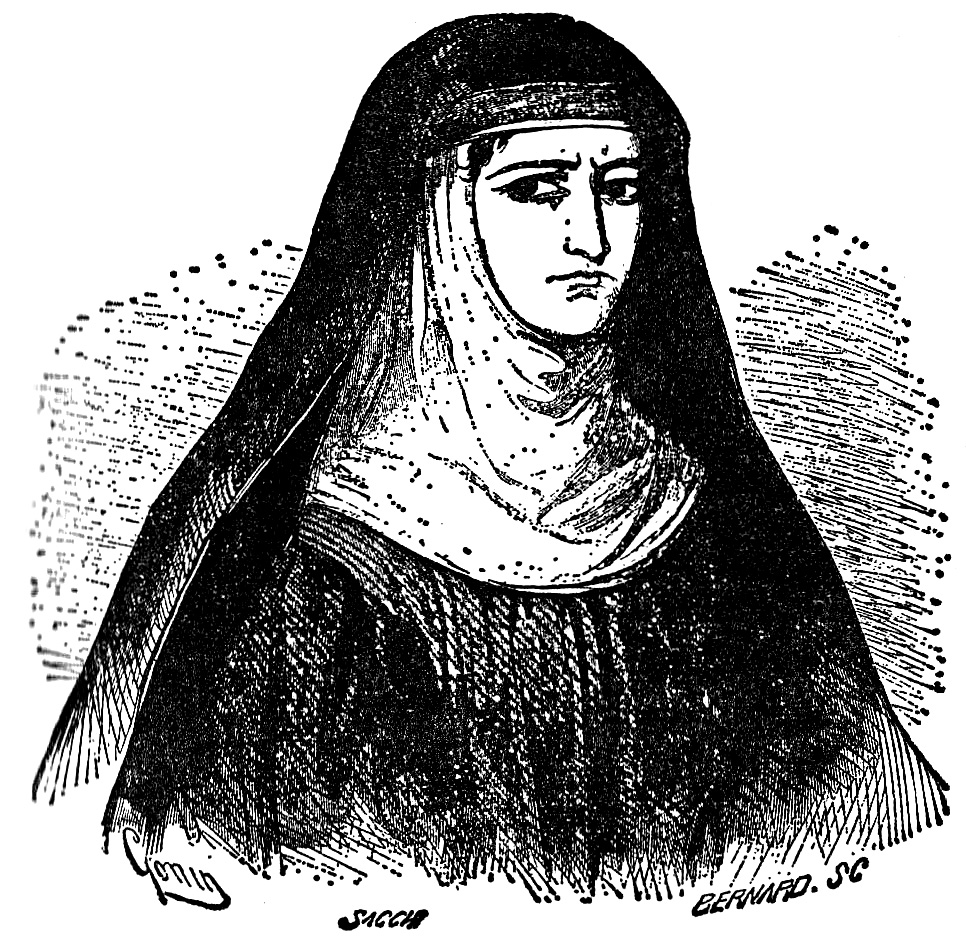
Die Nonne von Monza, Romanillustration

Ihre bis heute anhaltende Bekanntheit ist vor allem dem Roman „Die Verlobten“ (italienisch: I promessi sposi, 1827) zu verdanken, der zu den Meisterwerken der Weltliteratur zählt.
Sie erscheint in den Kapiteln IX, X, XVIII, XX und XXVII unter dem Namen „Gertrude“. Ihr Porträt ist eines der längsten und detailliertesten des gesamten Romans. Es geht um ihr früheres Leben, ihr schwieriges Verhältnis zu ihrer Familie, ihre anfängliche Ablehnung des Ordenslebens und die Stärke und Grausamkeit ihres Vaters, die sie schließlich zwang, als Nonne zu leben. Es handelt sich um eine romantisierte Schilderung, die jedoch auf der Figur von Virginia de Leyva basiert. Es wird eine Rückblendetechnik verwendet, die in Verbindung mit bestimmten Kombinationen von Substantiven und Adjektiven auf ein verborgenes, schmerzliches Geheimnis im früheren Leben der Nonne hinweist.
Durch die Hintergrundgeschichte erfahren wir, dass ihre religiösen Gelübde ihre körperlichen Triebe nicht bremsten und dass sie eine Beziehung mit dem bösen Aristokraten Egidio hatte, der sie dazu drängte, seine Komplizin bei der Ermordung einer Nonne zu werden: Das ist ihr quälendes Geheimnis. Die weiblichen Hauptfiguren Agnese und Lucia treffen auf ihrer Flucht vor dem Bösewicht Don Rodrigo auf Gertrude (Nonne von Monza). Beide suchen im Kloster Zuflucht und Gastfreundschaft. Gertrude kommt Lucia nahe. Egidio bittet Gertrude, ihm im Auftrag des Banditen Innominato, der für Rodrigo arbeitet, bei der Entführung Lucias zu helfen. Gertrude weigert sich zunächst, gibt dann nach und gesteht später ihre Verbrechen. Die Entscheidung fällt ihr schwer und unterstreicht Manzonis Ansicht, dass sie ein schwaches Werkzeug des Bösen sei, unfähig, Drohungen und Versuchungen zu widerstehen, aber im Grunde nicht grausam. Später im Roman, am Ende von Kapitel 37, erfährt Lucia von Gertrudes Reue, ihrem Schuldbekenntnis und der daraus resultierenden Strafe.
In einem Brief aus dem Jahr 1732 an seinen Freund Cesare Cantù gibt Manzoni an, dass er die Nonne von Monza nicht identifizieren kann, da er nicht im Besitz von Dokumenten aus dem Borromeo-Haushalt ist. Als Namen wählt er daher den Namen Gertrude, der sich auf die heilige Gertrude von Nivelles bezieht, nach der er sich für die Niederschrift der Tragödie von Adelchis erkundigt hatte. Wie die Nonne von Monza ist Gertrude Äbtissin, führte ein heiliges Leben und wird im 16. Jahrhundert auf einem Gemälde dargestellt, wie sie die Ratten vertreibt, die die Hauptträger der Pest sind.

## "Die Nonne von Monza" im Film
- Das Leben von Schwester Virginia Maria wurde in vielen Filmen populär gemacht. Die meisten sind Beispiele für die Ausbeutung des Themas „Nonne“.
- La monaca di Monza, ein italienisches Historiendrama von Carmine Gallone aus dem Jahr 1962 mit Giovanna Ralli in der Hauptrolle.
- Il monaco di Monza (Der Mönch von Monza), eine italienische Komödie von Sergio Corbucci aus dem Jahr 1962 mit Totò und Moira Orfei als Schwester Virginia.
- Die Nonne von Monza, ein italienisches Historiendrama von Eriprando Visconti aus dem Jahr 1969 mit Anne Heywood in der Hauptrolle.
- Die wahre Geschichte der Nonne von Monza (Originaltitel: La vera storia della monaca di Monza), ein italienisch-französisches Kostümdrama von Bruno Mattei aus dem Jahr 1980 mit Zora Kerova in der Hauptrolle.[14]
- Devils of Monza (auch bekannt als La Monaca di Monza und Sacrilege), ein italienisches Erotikdrama von Luciano Odorisio aus dem Jahr 1987 mit Myriem Roussel in der Hauptrolle.
- Virginia, la monaca di Monza, ein italienischer Fernsehfilm aus dem Jahr 2004 von Alberto Sironi mit Giovanna Mezzogiorno in der Hauptrolle.
- „Sometimes the Good Kill“, ein Film aus dem Jahr 2017 über Morde in einer Abtei unter der Regie von Philippe Gagnon; mit Susie Abromeit in der Hauptrolle.

## Bibliography
- Leyva, Virginia Maria de, item of the Italian Biographical Dictionary "Dizionario Biografico degli Italiani", Treccani, M.C. Giannini
- Mario Mazzucchelli, The Nun of Monza, 1963
- Luigi Zerbi, La Monaca di Monza, MERAVIGLI, 2007

| Personendaten    | Personendaten                             |
| ---------------- | ----------------------------------------- |
| NAME             | Nonne von Monza                           |
| ALTERNATIVNAMEN  | Leyva y Marino, Marianna de (Geburtsname) |
| KURZBESCHREIBUNG | italienische Nonne                        |
| GEBURTSDATUM     | 4. Dezember 1575                          |
| STERBEDATUM      | 17. Januar 1650                           |